# Toronto Raptors 2017-2018
La stagione 2017-2018 dei Toronto Raptors è stata la 23ª stagione della franchigia nella NBA.

## Draft
| Giro | Scelta | Giocatore  | Ruolo | Nazionalità | Università/Squadra |
| ---- | ------ | ---------- | ----- | ----------- | ------------------ |
| 1    | 23     | OG Anunoby | A     | Regno Unito | Indiana            |

## Roster
| \| Pos. \| Num. \| Naz. \| Nome \| Altezza \| Peso \| Data nascita \| Provenienza \| \| ---- \| ---- \| ---- \| -------------------- \| ------- \| ------ \| ------------ \| -------------------- \| \| A \| 3 \| \| Anunoby, OG \| 203 cm \| 107 kg \| 17-07-1997 \| Indiana \| \| P/G \| 4 \| \| Brown, Lorenzo \| 196 cm \| 86 kg \| 26-08-1990 \| North Carolina State \| \| G \| 22 \| \| Richardson, Malachi \| 198 cm \| 93 kg \| 05-01-1996 \| Syracuse \| \| G \| 10 \| \| DeRozan, DeMar (C) \| 201 cm \| 100 kg \| 07-08-1989 \| Southern California \| \| AG \| 9 \| \| Ibaka, Serge \| 208 cm \| 107 kg \| 18-09-1989 \| Spagna \| \| P \| 7 \| \| Lowry, Kyle (C) \| 183 cm \| 93 kg \| 25-03-1986 \| Villanova \| \| AP \| 34 \| \| McKinnie, Alfonzo \| 203 cm \| 98 kg \| 17-09-1992 \| Green Bay \| \| G/AP \| 0 \| \| Miles, C. J. \| 198 cm \| 102 kg \| 18-03-1987 \| Skyline High School \| \| AP \| 13 \| \| Miller, Malcolm (TW) \| 201 cm \| 95 kg \| 06-03-1993 \| Holy Cross \| \| C \| 92 \| \| Nogueira, Lucas \| 213 cm \| 100 kg \| 26-07-1992 \| Brasile \| \| C \| 42 \| \| Pöltl, Jakob \| 213 cm \| 104 kg \| 15-10-1995 \| Utah \| \| G/AP \| 24 \| \| Powell, Norman \| 193 cm \| 98 kg \| 25-05-1993 \| UCLA \| \| AG \| 43 \| \| Siakam, Pascal \| 206 cm \| 104 kg \| 04-02-1994 \| New Mexico State \| \| C \| 17 \| \| Valančiūnas, Jonas \| 213 cm \| 116 kg \| 06-05-1992 \| Lituania \| \| P \| 23 \| \| VanVleet, Fred \| 183 cm \| 88 kg \| 25-02-1994 \| Wichita State \| \| P \| 55 \| \| Wright, Delon \| 196 cm \| 86 kg \| 26-04-1992 \| Utah \| | Allenatore - Dwane Casey Assistente/i - Rex Kalamian - Eric Khoury - Alex McKechnie - Jama Mahlalela - Patrick Mutombo - Nick Nurse - Jim Sann Legenda - (C) Capitano - (FA) Free agent - (S) Sospeso - (TW) Contratto Two-way - (GL) Assegnato a squadra G League affiliata - Infortunato Roster • Transazioni · Ultima transazione: 11 aprile 2018 |                                               |                      |         |        |              |                      |
| Pos. | Num. | Naz.                                          | Nome                 | Altezza | Peso   | Data nascita | Provenienza          |
| A | 3 | Nigeria (bandiera) · Regno Unito (bandiera)   | Anunoby, OG          | 203 cm  | 107 kg | 17-07-1997   | Indiana              |
| P/G | 4 | Stati Uniti (bandiera)                        | Brown, Lorenzo       | 196 cm  | 86 kg  | 26-08-1990   | North Carolina State |
| G | 22 | Stati Uniti (bandiera)                        | Richardson, Malachi  | 198 cm  | 93 kg  | 05-01-1996   | Syracuse             |
| G | 10 | Stati Uniti (bandiera)                        | DeRozan, DeMar (C)   | 201 cm  | 100 kg | 07-08-1989   | Southern California  |
| AG | 9 | Rep. del Congo (bandiera) · Spagna (bandiera) | Ibaka, Serge         | 208 cm  | 107 kg | 18-09-1989   | Spagna               |
| P | 7 | Stati Uniti (bandiera)                        | Lowry, Kyle (C)      | 183 cm  | 93 kg  | 25-03-1986   | Villanova            |
| AP | 34 | Stati Uniti (bandiera)                        | McKinnie, Alfonzo    | 203 cm  | 98 kg  | 17-09-1992   | Green Bay            |
| G/AP | 0 | Stati Uniti (bandiera)                        | Miles, C. J.         | 198 cm  | 102 kg | 18-03-1987   | Skyline High School  |
| AP | 13 | Stati Uniti (bandiera)                        | Miller, Malcolm (TW) | 201 cm  | 95 kg  | 06-03-1993   | Holy Cross           |
| C | 92 | Brasile (bandiera) · Spagna (bandiera)        | Nogueira, Lucas      | 213 cm  | 100 kg | 26-07-1992   | Brasile              |
| C | 42 | Austria (bandiera)                            | Pöltl, Jakob         | 213 cm  | 104 kg | 15-10-1995   | Utah                 |
| G/AP | 24 | Stati Uniti (bandiera)                        | Powell, Norman       | 193 cm  | 98 kg  | 25-05-1993   | UCLA                 |
| AG | 43 | Camerun (bandiera)                            | Siakam, Pascal       | 206 cm  | 104 kg | 04-02-1994   | New Mexico State     |
| C | 17 | Lituania (bandiera)                           | Valančiūnas, Jonas   | 213 cm  | 116 kg | 06-05-1992   | Lituania             |
| P | 23 | Stati Uniti (bandiera)                        | VanVleet, Fred       | 183 cm  | 88 kg  | 25-02-1994   | Wichita State        |
| P | 55 | Stati Uniti (bandiera)                        | Wright, Delon        | 196 cm  | 86 kg  | 26-04-1992   | Utah                 |

## Classifiche

### Atlantic Division
| Atlantic Division      | Atlantic Division | Atlantic Division | Atlantic Division | Atlantic Division | Atlantic Division | Atlantic Division | Atlantic Division | Atlantic Division |
| Squadra                | V                 | S                 | V%                | PR                | Casa              | Trasf             | Div               | PG                |
| ---------------------- | ----------------- | ----------------- | ----------------- | ----------------- | ----------------- | ----------------- | ----------------- | ----------------- |
| c – Toronto Raptors    | 59                | 23                | .720              | 0,0               | 34–7              | 25–16             | 12–4              | 82                |
| x – Boston Celtics     | 55                | 27                | .671              | 4,0               | 27–14             | 28–13             | 12–4              | 82                |
| x – Philadelphia 76ers | 52                | 30                | .634              | 7,0               | 30–11             | 22–19             | 9–7               | 82                |
| N.Y. Knicks            | 29                | 53                | .354              | 30,0              | 19–22             | 10–31             | 6–10              | 82                |
| Brooklyn Nets          | 28                | 54                | .341              | 31,0              | 15–26             | 13–28             | 1–15              | 82                |

### Eastern Conference
| Eastern Conference | Eastern Conference        | Eastern Conference | Eastern Conference | Eastern Conference | Eastern Conference | Eastern Conference |
| #                  | Squadra                   | V                  | S                  | V%                 | PR                 | PG                 |
| ------------------ | ------------------------- | ------------------ | ------------------ | ------------------ | ------------------ | ------------------ |
| 1                  | c – Toronto Raptors *     | 59                 | 23                 | .720               | –                  | 82                 |
| 2                  | x – Boston Celtics        | 55                 | 27                 | .671               | 4,0                | 82                 |
| 3                  | x – Philadelphia 76ers    | 52                 | 30                 | .634               | 7,0                | 82                 |
| 4                  | y – Cleveland Cavaliers * | 50                 | 32                 | .610               | 9,0                | 82                 |
| 5                  | x – Indiana Pacers        | 48                 | 34                 | .585               | 11,0               | 82                 |
| 6                  | y – Miami Heat *          | 44                 | 38                 | .537               | 15,0               | 82                 |
| 7                  | x – Milwaukee Bucks       | 44                 | 38                 | .537               | 15,0               | 82                 |
| 8                  | x – Wash. Wizards         | 43                 | 39                 | .524               | 16,0               | 82                 |
|                    |                           |                    |                    |                    |                    |                    |
| 9                  | Detroit Pistons           | 39                 | 43                 | .476               | 20,0               | 82                 |
| 10                 | Charlotte Hornets         | 36                 | 46                 | .439               | 23,0               | 82                 |
| 11                 | N.Y. Knicks               | 29                 | 53                 | .354               | 30,0               | 82                 |
| 12                 | Brooklyn Nets             | 28                 | 54                 | .341               | 31,0               | 82                 |
| 13                 | Chicago Bulls             | 27                 | 55                 | .329               | 32,0               | 82                 |
| 14                 | Orlando Magic             | 25                 | 57                 | .305               | 34,0               | 82                 |
| 15                 | Atlanta Hawks             | 24                 | 58                 | .293               | 35,0               | 82                 |

## Calendario e risultati

### Preseason
| Preseason 2017                                    | Preseason 2017                                    | Preseason 2017                                    | Preseason 2017                                    | Preseason 2017                                    | Preseason 2017                                    | Preseason 2017                                    | Preseason 2017                                    | Preseason 2017                                    |
| Record preseason: 3–2 (Casa: 1–0; Trasferta: 2–2) | Record preseason: 3–2 (Casa: 1–0; Trasferta: 2–2) | Record preseason: 3–2 (Casa: 1–0; Trasferta: 2–2) | Record preseason: 3–2 (Casa: 1–0; Trasferta: 2–2) | Record preseason: 3–2 (Casa: 1–0; Trasferta: 2–2) | Record preseason: 3–2 (Casa: 1–0; Trasferta: 2–2) | Record preseason: 3–2 (Casa: 1–0; Trasferta: 2–2) | Record preseason: 3–2 (Casa: 1–0; Trasferta: 2–2) | Record preseason: 3–2 (Casa: 1–0; Trasferta: 2–2) |
| Partita                                           | Data                                              | Avversario                                        | Punteggio                                         | Più punti                                         | Più rimbalzi                                      | Più assist                                        | Spettatori                                        | Record                                            |
| ------------------------------------------------- | ------------------------------------------------- | ------------------------------------------------- | ------------------------------------------------- | ------------------------------------------------- | ------------------------------------------------- | ------------------------------------------------- | ------------------------------------------------- | ------------------------------------------------- |
| 1                                                 | 1 ottobre                                         | @ L.A. Clippers                                   | V 121–113                                         | Kyle Lowry (17)                                   | Jonas Valančiūnas (10)                            | 3 giocatori (4)                                   | Stan Sheriff Center 8.018                         | 1–0                                               |
| 2                                                 | 3 ottobre                                         | @ L.A. Clippers                                   | S 84–98                                           | DeMar DeRozan (15)                                | Jonas Valančiūnas (6)                             | DeMar DeRozan (4)                                 | Stan Sheriff Center 8.272                         | 1–1                                               |
| 3                                                 | 5 ottobre                                         | @ Portland T. Blazers                             | S 101–106                                         | Kyle Lowry (23)                                   | Alfonzo McKinnie (8)                              | Kyle Lowry (6)                                    | Moda Center 15.505                                | 1–2                                               |
| 4                                                 | 10 ottobre                                        | Detroit Pistons                                   | V 116–94                                          | C. J. Miles (19)                                  | Jonas Valančiūnas (11)                            | DeMar DeRozan (8)                                 | Air Canada Centre 16.893                          | 2–2                                               |
| 5                                                 | 13 ottobre                                        | @ Chicago Bulls                                   | V 125–104                                         | C. J. Miles (27)                                  | Jonas Valančiūnas (10)                            | Kyle Lowry (6)                                    | United Center 19.677                              | 3–2                                               |

### Regular season

#### Ottobre
| Ottobre 2017                                 | Ottobre 2017                                 | Ottobre 2017                                 | Ottobre 2017                                 | Ottobre 2017                                 | Ottobre 2017                                 | Ottobre 2017                                 | Ottobre 2017                                 | Ottobre 2017                                 |
| Record mese: 4–2 (Casa: 2–0; Trasferta: 2–2) | Record mese: 4–2 (Casa: 2–0; Trasferta: 2–2) | Record mese: 4–2 (Casa: 2–0; Trasferta: 2–2) | Record mese: 4–2 (Casa: 2–0; Trasferta: 2–2) | Record mese: 4–2 (Casa: 2–0; Trasferta: 2–2) | Record mese: 4–2 (Casa: 2–0; Trasferta: 2–2) | Record mese: 4–2 (Casa: 2–0; Trasferta: 2–2) | Record mese: 4–2 (Casa: 2–0; Trasferta: 2–2) | Record mese: 4–2 (Casa: 2–0; Trasferta: 2–2) |
| Partita                                      | Data                                         | Avversario                                   | Punteggio                                    | Più punti                                    | Più rimbalzi                                 | Più assist                                   | Spettatori                                   | Record                                       |
| -------------------------------------------- | -------------------------------------------- | -------------------------------------------- | -------------------------------------------- | -------------------------------------------- | -------------------------------------------- | -------------------------------------------- | -------------------------------------------- | -------------------------------------------- |
| 1                                            | 19 ottobre                                   | Chicago Bulls                                | V 117–100                                    | Jonas Valančiūnas (23)                       | Jonas Valančiūnas (15)                       | Kyle Lowry (9)                               | Air Canada Centre 19.800                     | 1–0                                          |
| 2                                            | 21 ottobre                                   | Philadelphia 76ers                           | V 128–94                                     | DeMar DeRozan (30)                           | Lucas Nogueira (9)                           | Kyle Lowry (5)                               | Air Canada Centre 19.800                     | 2–0                                          |
| 3                                            | 23 ottobre                                   | @ San Antonio Spurs                          | S 97–101                                     | DeMar DeRozan (28)                           | Jakob Pöltl (12)                             | DeRozan, Powell, Wright (4)                  | AT&T Center 18.418                           | 2–1                                          |
| 4                                            | 25 ottobre                                   | @ G.S. Warriors                              | S 112–117                                    | DeMar DeRozan (24)                           | Jakob Pöltl (14)                             | Kyle Lowry (9)                               | Oracle Arena 19.596                          | 2–2                                          |
| 5                                            | 27 ottobre                                   | @ L.A. Lakers                                | V 101–92                                     | DeMar DeRozan (23)                           | Kyle Lowry (10)                              | Kyle Lowry (12)                              | Staples Center 17.876                        | 3–2                                          |
| 6                                            | 30 ottobre                                   | @ Portland T. Blazers                        | V 99–85                                      | DeMar DeRozan (25)                           | Kyle Lowry (10)                              | Kyle Lowry (10)                              | Moda Center 18.505                           | 4–2                                          |

#### Novembre
| Novembre 2017                                | Novembre 2017                                | Novembre 2017                                | Novembre 2017                                | Novembre 2017                                | Novembre 2017                                | Novembre 2017                                | Novembre 2017                                | Novembre 2017                                |
| Record mese: 9–5 (Casa: 5–1; Trasferta: 4–4) | Record mese: 9–5 (Casa: 5–1; Trasferta: 4–4) | Record mese: 9–5 (Casa: 5–1; Trasferta: 4–4) | Record mese: 9–5 (Casa: 5–1; Trasferta: 4–4) | Record mese: 9–5 (Casa: 5–1; Trasferta: 4–4) | Record mese: 9–5 (Casa: 5–1; Trasferta: 4–4) | Record mese: 9–5 (Casa: 5–1; Trasferta: 4–4) | Record mese: 9–5 (Casa: 5–1; Trasferta: 4–4) | Record mese: 9–5 (Casa: 5–1; Trasferta: 4–4) |
| Partita                                      | Data                                         | Avversario                                   | Punteggio                                    | Più punti                                    | Più rimbalzi                                 | Più assist                                   | Spettatori                                   | Record                                       |
| -------------------------------------------- | -------------------------------------------- | -------------------------------------------- | -------------------------------------------- | -------------------------------------------- | -------------------------------------------- | -------------------------------------------- | -------------------------------------------- | -------------------------------------------- |
| 7                                            | 1 novembre                                   | @ Denver Nuggets                             | S 111–129                                    | Norman Powell (14)                           | Pascal Siakam (8)                            | Kyle Lowry (4)                               | Pepsi Center 14.072                          | 4–3                                          |
| 8                                            | 3 novembre                                   | @ Utah Jazz                                  | V 109–100                                    | DeMar DeRozan (37)                           | Jonas Valančiūnas (8)                        | Kyle Lowry (10)                              | Vivint Smart Home Arena 16.258               | 5–3                                          |
| 9                                            | 5 novembre                                   | Wash. Wizards                                | S 96–107                                     | DeMar DeRozan (26)                           | Serge Ibaka (10)                             | VanVleet, Wright (4)                         | Air Canada Centre 19.800                     | 5–4                                          |
| 10                                           | 7 novembre                                   | Chicago Bulls                                | V 119–114                                    | DeMar DeRozan (24)                           | Jonas Valančiūnas (10)                       | Kyle Lowry (6)                               | Air Canada Centre 19.800                     | 6–4                                          |
| 11                                           | 9 novembre                                   | N.O. Pelicans                                | V 122–118                                    | DeMar DeRozan (33)                           | Jonas Valančiūnas (13)                       | DeMar DeRozan (8)                            | Air Canada Centre 19.800                     | 7–4                                          |
| 12                                           | 12 novembre                                  | @ Boston Celtics                             | S 94–95                                      | DeMar DeRozan (24)                           | Lucas Nogueira (7)                           | Kyle Lowry (7)                               | TD Garden 18.624                             | 7–5                                          |
| 13                                           | 14 novembre                                  | @ Houston Rockets                            | V 129–113                                    | DeMar DeRozan (27)                           | Jonas Valančiūnas (7)                        | Kyle Lowry (10)                              | Toyota Center 18.055                         | 8–5                                          |
| 14                                           | 15 novembre                                  | @ N.O. Pelicans                              | V 125–116                                    | DeMar DeRozan (25)                           | Kyle Lowry (11)                              | Kyle Lowry (9)                               | Smoothie King Center 15.654                  | 9–5                                          |
| 15                                           | 17 novembre                                  | N.Y. Knicks                                  | V 107–84                                     | DeRozan, Lowry (22)                          | Kyle Lowry (8)                               | Kyle Lowry (10)                              | Air Canada Centre 19.800                     | 10–5                                         |
| 16                                           | 19 novembre                                  | Wash. Wizards                                | V 100–91                                     | DeMar DeRozan (33)                           | Pascal Siakam (9)                            | DeRozan, Lowry (6)                           | Air Canada Centre 19.800                     | 11–5                                         |
| 17                                           | 22 novembre                                  | @ N.Y. Knicks                                | S 100–108                                    | Kyle Lowry (25)                              | Kyle Lowry (10)                              | Kyle Lowry (5)                               | Madison Square Garden 19.812                 | 11–6                                         |
| 18                                           | 24 novembre                                  | @ Indiana Pacers                             | S 104–107                                    | Kyle Lowry (24)                              | Kyle Lowry (10)                              | Kyle Lowry (8)                               | Bankers Life Fieldhouse 16.523               | 11–7                                         |
| 19                                           | 25 novembre                                  | @ Atlanta Hawks                              | V 112–78                                     | Jonas Valančiūnas (16)                       | Kyle Lowry (13)                              | DeMar DeRozan (8)                            | Philips Arena 12.278                         | 12–7                                         |
| 20                                           | 29 novembre                                  | Charlotte Hornets                            | V 126–113                                    | Kyle Lowry (36)                              | Serge Ibaka (8)                              | Fred VanVleet (9)                            | Air Canada Centre 19.800                     | 13–7                                         |

#### Dicembre
| Dicembre 2017                                 | Dicembre 2017                                 | Dicembre 2017                                 | Dicembre 2017                                 | Dicembre 2017                                 | Dicembre 2017                                 | Dicembre 2017                                 | Dicembre 2017                                 | Dicembre 2017                                 |
| Record mese: 11–3 (Casa: 6–0; Trasferta: 5–3) | Record mese: 11–3 (Casa: 6–0; Trasferta: 5–3) | Record mese: 11–3 (Casa: 6–0; Trasferta: 5–3) | Record mese: 11–3 (Casa: 6–0; Trasferta: 5–3) | Record mese: 11–3 (Casa: 6–0; Trasferta: 5–3) | Record mese: 11–3 (Casa: 6–0; Trasferta: 5–3) | Record mese: 11–3 (Casa: 6–0; Trasferta: 5–3) | Record mese: 11–3 (Casa: 6–0; Trasferta: 5–3) | Record mese: 11–3 (Casa: 6–0; Trasferta: 5–3) |
| Partita                                       | Data                                          | Avversario                                    | Punteggio                                     | Più punti                                     | Più rimbalzi                                  | Più assist                                    | Spettatori                                    | Record                                        |
| --------------------------------------------- | --------------------------------------------- | --------------------------------------------- | --------------------------------------------- | --------------------------------------------- | --------------------------------------------- | --------------------------------------------- | --------------------------------------------- | --------------------------------------------- |
| 21                                            | 1 dicembre                                    | Indiana Pacers                                | V 120–115                                     | DeMar DeRozan (26)                            | Serge Ibaka (8)                               | Kyle Lowry (8)                                | Air Canada Centre 19.800                      | 14–7                                          |
| 22                                            | 5 dicembre                                    | Phoenix Suns                                  | V 126–113                                     | DeRozan, Lowry (20)                           | Jonas Valančiūnas (8)                         | Kyle Lowry (10)                               | Air Canada Centre 19.800                      | 15–7                                          |
| 23                                            | 8 dicembre                                    | @ Memphis Grizzlies                           | V 116–107                                     | DeMar DeRozan (26)                            | Jonas Valančiūnas (8)                         | Kyle Lowry (8)                                | FedExForum 15.417                             | 16–7                                          |
| 24                                            | 10 dicembre                                   | @ Sacramento Kings                            | V 102–87                                      | DeMar DeRozan (25)                            | Kyle Lowry (12)                               | DeMar DeRozan (9)                             | Golden 1 Center 17.583                        | 17–7                                          |
| 25                                            | 11 dicembre                                   | @ L.A. Clippers                               | S 91–96                                       | Jonas Valančiūnas (23)                        | Jonas Valančiūnas (15)                        | DeMar DeRozan (8)                             | Staples Center 16.658                         | 17–8                                          |
| 26                                            | 13 dicembre                                   | @ Phoenix Suns                                | V 115–109                                     | DeMar DeRozan (37)                            | Serge Ibaka (13)                              | Kyle Lowry (7)                                | Talking Stick Resort Arena 15.517             | 18–8                                          |
| 27                                            | 15 dicembre                                   | Brooklyn Nets                                 | V 120–87                                      | DeMar DeRozan (31)                            | Kyle Lowry (10)                               | Kyle Lowry (12)                               | Air Canada Centre 19.800                      | 19–8                                          |
| 28                                            | 17 dicembre                                   | Sacramento Kings                              | V 108–93                                      | DeMar DeRozan (21)                            | Jonas Valančiūnas (16)                        | Kyle Lowry (7)                                | Air Canada Centre 19.800                      | 20–8                                          |
| 29                                            | 20 dicembre                                   | @ Charlotte Hornets                           | V 129–111                                     | DeMar DeRozan (28)                            | Jakob Pöltl (8)                               | DeRozan, Lowry (8)                            | Spectrum Center 15.023                        | 21–8                                          |
| 30                                            | 21 dicembre                                   | @ Philadelphia 76ers                          | V 114–109                                     | DeMar DeRozan (45)                            | Kyle Lowry (9)                                | Lowry, Wright (4)                             | Wells Fargo Center 20.680                     | 22–8                                          |
| 31                                            | 23 dicembre                                   | Philadelphia 76ers                            | V 102–86                                      | DeMar DeRozan (29)                            | Anunoby, Ibaka, Valančiūnas (6)               | Kyle Lowry (5)                                | Air Canada Centre 19.800                      | 23–8                                          |
| 32                                            | 26 dicembre                                   | @ Dallas Mavericks                            | S 93–98                                       | Kyle Lowry (23)                               | Serge Ibaka (12)                              | Kyle Lowry (6)                                | American Airlines Center 20.005               | 23–9                                          |
| 33                                            | 27 dicembre                                   | @ Oklahoma Thunder                            | S 107–124                                     | Jonas Valančiūnas (16)                        | DeRozan, Pöltl (6)                            | Kyle Lowry (10)                               | Chesapeake Energy Arena 18.203                | 23–10                                         |
| 34                                            | 29 dicembre                                   | Atlanta Hawks                                 | V 111–98                                      | DeMar DeRozan (25)                            | Jonas Valančiūnas (11)                        | DeRozan, Lowry (5)                            | Air Canada Centre 19.800                      | 24–10                                         |

#### Gennaio
| Gennaio 2018                                  | Gennaio 2018                                  | Gennaio 2018                                  | Gennaio 2018                                  | Gennaio 2018                                  | Gennaio 2018                                  | Gennaio 2018                                  | Gennaio 2018                                  | Gennaio 2018                                  |
| Record mese: 10–5 (Casa: 6–3; Trasferta: 4–2) | Record mese: 10–5 (Casa: 6–3; Trasferta: 4–2) | Record mese: 10–5 (Casa: 6–3; Trasferta: 4–2) | Record mese: 10–5 (Casa: 6–3; Trasferta: 4–2) | Record mese: 10–5 (Casa: 6–3; Trasferta: 4–2) | Record mese: 10–5 (Casa: 6–3; Trasferta: 4–2) | Record mese: 10–5 (Casa: 6–3; Trasferta: 4–2) | Record mese: 10–5 (Casa: 6–3; Trasferta: 4–2) | Record mese: 10–5 (Casa: 6–3; Trasferta: 4–2) |
| Partita                                       | Data                                          | Avversario                                    | Punteggio                                     | Più punti                                     | Più rimbalzi                                  | Più assist                                    | Spettatori                                    | Record                                        |
| --------------------------------------------- | --------------------------------------------- | --------------------------------------------- | --------------------------------------------- | --------------------------------------------- | --------------------------------------------- | --------------------------------------------- | --------------------------------------------- | --------------------------------------------- |
| 35                                            | 1 gennaio                                     | Milwaukee Bucks                               | V 131–127 (OT)                                | DeMar DeRozan (52)                            | Serge Ibaka (8)                               | DeMar DeRozan (8)                             | Air Canada Centre 19.800                      | 25–10                                         |
| 36                                            | 3 gennaio                                     | @ Chicago Bulls                               | V 124–115                                     | DeMar DeRozan (35)                            | Delon Wright (13)                             | DeMar DeRozan (6)                             | United Center 20.056                          | 26–10                                         |
| 37                                            | 5 gennaio                                     | @ Milwaukee Bucks                             | V 129–110                                     | Serge Ibaka (21)                              | Jonas Valančiūnas (13)                        | Delon Wright (7)                              | Bradley Center 18.717                         | 27–10                                         |
| 38                                            | 8 gennaio                                     | @ Brooklyn Nets                               | V 114–113 (OT)                                | DeMar DeRozan (35)                            | Jonas Valančiūnas (13)                        | Kyle Lowry (11)                               | Barclays Center 13.681                        | 28–10                                         |
| 39                                            | 9 gennaio                                     | Miami Heat                                    | S 89–90                                       | DeMar DeRozan (25)                            | Delon Wright (7)                              | DeMar DeRozan (6)                             | Air Canada Centre 19.800                      | 28–11                                         |
| 40                                            | 11 gennaio                                    | Cleveland Cavaliers                           | V 133–99                                      | Fred VanVleet (22)                            | Jonas Valančiūnas (18)                        | DeMar DeRozan (8)                             | Air Canada Centre 19.923                      | 29–11                                         |
| 41                                            | 13 gennaio                                    | G.S. Warriors                                 | S 125–127                                     | DeMar DeRozan (42)                            | Jonas Valančiūnas (9)                         | Fred VanVleet (4)                             | Air Canada Centre 20.078                      | 29–12                                         |
| 42                                            | 15 gennaio                                    | @ Philadelphia 76ers                          | S 111–117                                     | DeMar DeRozan (24)                            | Jakob Pöltl (8)                               | DeMar DeRozan (5)                             | Wells Fargo Center 20.637                     | 29–13                                         |
| 43                                            | 17 gennaio                                    | Detroit Pistons                               | V 96–91                                       | C.J. Miles (21)                               | Jonas Valančiūnas (16)                        | Lowry, DeRozan, Wright (5)                    | Air Canada Centre 19.800                      | 30–13                                         |
| 44                                            | 19 gennaio                                    | San Antonio Spurs                             | V 86–83                                       | Kyle Lowry (24)                               | Jonas Valančiūnas (11)                        | DeMar DeRozan (6)                             | Air Canada Centre 19.800                      | 31–13                                         |
| 45                                            | 20 gennaio                                    | @ Minnesota T'wolves                          | S 109–115                                     | Kyle Lowry (40)                               | Delon Wright (6)                              | Delon Wright (6)                              | Target Center 17.828                          | 31–14                                         |
| 46                                            | 24 gennaio                                    | @ Atlanta Hawks                               | V 108–93                                      | Fred VanVleet (19)                            | Jonas Valančiūnas (13)                        | Fred VanVleet (5)                             | Philips Arena 12.780                          | 32–14                                         |
| 47                                            | 26 gennaio                                    | Utah Jazz                                     | S 93–97                                       | Jonas Valančiūnas (28)                        | Jonas Valančiūnas (14)                        | DeMar DeRozan (8)                             | Air Canada Centre 19.800                      | 32–15                                         |
| 48                                            | 28 gennaio                                    | L.A. Lakers                                   | V 123–111                                     | Fred VanVleet (25)                            | Kyle Lowry (11)                               | DeMar DeRozan (7)                             | Air Canada Centre 19.800                      | 33–15                                         |
| 49                                            | 30 gennaio                                    | Minnesota T'wolves                            | V 109–104                                     | DeMar DeRozan (23)                            | Jonas Valančiūnas (11)                        | Kyle Lowry (9)                                | Air Canada Centre 19.800                      | 34–15                                         |

#### Febbraio
| Febbraio 2018                                | Febbraio 2018                                | Febbraio 2018                                | Febbraio 2018                                | Febbraio 2018                                | Febbraio 2018                                | Febbraio 2018                                | Febbraio 2018                                | Febbraio 2018                                |
| Record mese: 9–2 (Casa: 6–1; Trasferta: 3–1) | Record mese: 9–2 (Casa: 6–1; Trasferta: 3–1) | Record mese: 9–2 (Casa: 6–1; Trasferta: 3–1) | Record mese: 9–2 (Casa: 6–1; Trasferta: 3–1) | Record mese: 9–2 (Casa: 6–1; Trasferta: 3–1) | Record mese: 9–2 (Casa: 6–1; Trasferta: 3–1) | Record mese: 9–2 (Casa: 6–1; Trasferta: 3–1) | Record mese: 9–2 (Casa: 6–1; Trasferta: 3–1) | Record mese: 9–2 (Casa: 6–1; Trasferta: 3–1) |
| Partita                                      | Data                                         | Avversario                                   | Punteggio                                    | Più punti                                    | Più rimbalzi                                 | Più assist                                   | Spettatori                                   | Record                                       |
| -------------------------------------------- | -------------------------------------------- | -------------------------------------------- | -------------------------------------------- | -------------------------------------------- | -------------------------------------------- | -------------------------------------------- | -------------------------------------------- | -------------------------------------------- |
| 50                                           | 1 febbraio                                   | @ Wash. Wizards                              | S 119–122                                    | Kyle Lowry (29)                              | Jonas Valančiūnas (6)                        | DeMar DeRozan (6)                            | Capital One Arena 15.599                     | 34–16                                        |
| 51                                           | 2 febbraio                                   | Portland T. Blazers                          | V 130–105                                    | DeMar DeRozan (35)                           | Jonas Valančiūnas (8)                        | Kyle Lowry (5)                               | Air Canada Centre 19.800                     | 35–16                                        |
| 52                                           | 4 febbraio                                   | Memphis Grizzlies                            | V 101–86                                     | Delon Wright (15)                            | Jonas Valančiūnas (9)                        | Fred VanVleet (8)                            | Air Canada Centre 19.800                     | 36–16                                        |
| 53                                           | 6 febbraio                                   | Boston Celtics                               | V 111–91                                     | Kyle Lowry (23)                              | Kyle Lowry (8)                               | Fred VanVleet (8)                            | Air Canada Centre 20.017                     | 37–16                                        |
| 54                                           | 8 febbraio                                   | N.Y. Knicks                                  | V 113–88                                     | Jonas Valančiūnas (18)                       | Jonas Valančiūnas (10)                       | Siakam, VanVleet (6)                         | Air Canada Centre 19.800                     | 38–16                                        |
| 55                                           | 11 febbraio                                  | @ Charlotte Hornets                          | V 123–103                                    | DeMar DeRozan (25)                           | Jonas Valančiūnas (9)                        | DeMar DeRozan (8)                            | Spectrum Center 15.023                       | 39–16                                        |
| 56                                           | 13 febbraio                                  | Miami Heat                                   | V 115–112                                    | DeMar DeRozan (27)                           | Valančiūnas, Ibaka (10)                      | Kyle Lowry (8)                               | Air Canada Centre 19.800                     | 40–16                                        |
| 57                                           | 14 febbraio                                  | @ Chicago Bulls                              | V 122–98                                     | Lowry, Ibaka (20)                            | Jonas Valančiūnas (9)                        | Kyle Lowry (10)                              | United Center 21.006                         | 41–16                                        |
| Pausa All-Star Weekend                       |                                              |                                              |                                              |                                              |                                              |                                              |                                              |                                              |
| 58                                           | 23 febbraio                                  | Milwaukee Bucks                              | S 119–122 (OT)                               | DeMar DeRozan (33)                           | DeRozan, Valančiūnas (7)                     | Kyle Lowry (8)                               | Air Canada Centre 20.047                     | 41–17                                        |
| 59                                           | 26 febbraio                                  | Detroit Pistons                              | V 123–94                                     | Lowry, DeRozan (20)                          | Serge Ibaka (9)                              | DeMar DeRozan (7)                            | Air Canada Centre 19.800                     | 42–17                                        |
| 60                                           | 28 febbraio                                  | @ Orlando Magic                              | V 117–104                                    | DeMar DeRozan (21)                           | Jakob Pöltl (8)                              | Kyle Lowry (11)                              | Amway Center 17.328                          | 43–17                                        |

#### Marzo
| Marzo 2018                                    | Marzo 2018                                    | Marzo 2018                                    | Marzo 2018                                    | Marzo 2018                                    | Marzo 2018                                    | Marzo 2018                                    | Marzo 2018                                    | Marzo 2018                                    |
| Record mese: 12–4 (Casa: 6–2; Trasferta: 6–2) | Record mese: 12–4 (Casa: 6–2; Trasferta: 6–2) | Record mese: 12–4 (Casa: 6–2; Trasferta: 6–2) | Record mese: 12–4 (Casa: 6–2; Trasferta: 6–2) | Record mese: 12–4 (Casa: 6–2; Trasferta: 6–2) | Record mese: 12–4 (Casa: 6–2; Trasferta: 6–2) | Record mese: 12–4 (Casa: 6–2; Trasferta: 6–2) | Record mese: 12–4 (Casa: 6–2; Trasferta: 6–2) | Record mese: 12–4 (Casa: 6–2; Trasferta: 6–2) |
| Partita                                       | Data                                          | Avversario                                    | Punteggio                                     | Più punti                                     | Più rimbalzi                                  | Più assist                                    | Spettatori                                    | Record                                        |
| --------------------------------------------- | --------------------------------------------- | --------------------------------------------- | --------------------------------------------- | --------------------------------------------- | --------------------------------------------- | --------------------------------------------- | --------------------------------------------- | --------------------------------------------- |
| 61                                            | 2 marzo                                       | @ Wash. Wizards                               | V 102–95                                      | DeMar DeRozan (23)                            | Kyle Lowry (7)                                | Kyle Lowry (5)                                | Capital One Arena 18.631                      | 44–17                                         |
| 62                                            | 4 marzo                                       | Charlotte Hornets                             | V 103–98                                      | DeMar DeRozan (19)                            | Jonas Valančiūnas (13)                        | DeMar DeRozan (8)                             | Air Canada Centre 19.800                      | 45–17                                         |
| 63                                            | 6 marzo                                       | Atlanta Hawks                                 | V 106–90                                      | DeMar DeRozan (25)                            | Jakob Pöltl (9)                               | VanVleet, Lowry (7)                           | Air Canada Centre 19.800                      | 46–17                                         |
| 64                                            | 7 marzo                                       | @ Detroit Pistons                             | V 121–119 (OT)                                | DeMar DeRozan (42)                            | Jonas Valančiūnas (11)                        | Kyle Lowry (15)                               | Little Caesars Arena 17.769                   | 47–17                                         |
| 65                                            | 9 marzo                                       | Houston Rockets                               | V 108–105                                     | Kyle Lowry (30)                               | Jonas Valančiūnas (10)                        | Kyle Lowry (6)                                | Air Canada Centre 20.131                      | 48–17                                         |
| 66                                            | 11 marzo                                      | @ N.Y. Knicks                                 | V 132–106                                     | Jonas Valančiūnas (17)                        | Jonas Valančiūnas (9)                         | Kyle Lowry (7)                                | Madison Square Garden 19.812                  | 49–17                                         |
| 67                                            | 13 marzo                                      | @ Brooklyn Nets                               | V 116–102                                     | Jonas Valančiūnas (26)                        | Jonas Valančiūnas (14)                        | Kyle Lowry (11)                               | Barclays Center 16.654                        | 50–17                                         |
| 68                                            | 15 marzo                                      | @ Indiana Pacers                              | V 106–99                                      | DeMar DeRozan (24)                            | Jonas Valančiūnas (17)                        | DeMar DeRozan (7)                             | Bankers Life Fieldhouse 17.923                | 51–17                                         |
| 69                                            | 16 marzo                                      | Dallas Mavericks                              | V 122–115 (OT)                                | DeMar DeRozan (29)                            | Jonas Valančiūnas (12)                        | Fred VanVleet (8)                             | Air Canada Centre 19.800                      | 52–17                                         |
| 70                                            | 18 marzo                                      | Oklahoma Thunder                              | S 125–132                                     | DeMar DeRozan (24)                            | Serge Ibaka (6)                               | Kyle Lowry (10)                               | Air Canada Centre 19.800                      | 52–18                                         |
| 71                                            | 20 marzo                                      | @ Orlando Magic                               | V 93–86                                       | Kyle Lowry (25)                               | Jonas Valančiūnas (8)                         | Kyle Lowry (8)                                | Amway Center 16.228                           | 53–18                                         |
| 72                                            | 21 marzo                                      | @ Cleveland Cavaliers                         | S 129–132                                     | Kyle Lowry (24)                               | Pöltl, Valančiūnas (8)                        | Kyle Lowry (7)                                | Quicken Loans Arena 20.562                    | 53–19                                         |
| 73                                            | 23 marzo                                      | Brooklyn Nets                                 | V 116–112                                     | Kyle Lowry (25)                               | Kyle Lowry (10)                               | Kyle Lowry (12)                               | Air Canada Centre 19.800                      | 54–19                                         |
| 74                                            | 25 marzo                                      | L.A. Clippers                                 | S 106–117                                     | Valančiūnas, VanVleet (16)                    | Jonas Valančiūnas (16)                        | Kyle Lowry (8)                                | Air Canada Centre 19.800                      | 54–20                                         |
| 75                                            | 27 marzo                                      | Denver Nuggets                                | V 114–110                                     | DeRozan, Valančiūnas, VanVleet (15)           | Jakob Pöltl (8)                               | DeRozan, Lowry (8)                            | Air Canada Centre 19.800                      | 55–20                                         |
| 76                                            | 31 marzo                                      | @ Boston Celtics                              | S 99–110                                      | DeMar DeRozan (32)                            | Ibaka, Valančiūnas (10)                       | Kyle Lowry (9)                                | TD Garden 18.624                              | 55–21                                         |

#### Aprile
| aprile 2018                                  | aprile 2018                                  | aprile 2018                                  | aprile 2018                                  | aprile 2018                                  | aprile 2018                                  | aprile 2018                                  | aprile 2018                                  | aprile 2018                                  |
| Record mese: 4–2 (Casa: 3–0; Trasferta: 1–2) | Record mese: 4–2 (Casa: 3–0; Trasferta: 1–2) | Record mese: 4–2 (Casa: 3–0; Trasferta: 1–2) | Record mese: 4–2 (Casa: 3–0; Trasferta: 1–2) | Record mese: 4–2 (Casa: 3–0; Trasferta: 1–2) | Record mese: 4–2 (Casa: 3–0; Trasferta: 1–2) | Record mese: 4–2 (Casa: 3–0; Trasferta: 1–2) | Record mese: 4–2 (Casa: 3–0; Trasferta: 1–2) | Record mese: 4–2 (Casa: 3–0; Trasferta: 1–2) |
| Partita                                      | Data                                         | Avversario                                   | Punteggio                                    | Più punti                                    | Più rimbalzi                                 | Più assist                                   | Spettatori                                   | Record                                       |
| -------------------------------------------- | -------------------------------------------- | -------------------------------------------- | -------------------------------------------- | -------------------------------------------- | -------------------------------------------- | -------------------------------------------- | -------------------------------------------- | -------------------------------------------- |
| 77                                           | 3 aprile                                     | @ Cleveland Cavaliers                        | S 106–112                                    | DeMar DeRozan (19)                           | Serge Ibaka (12)                             | DeMar DeRozan (7)                            | Quicken Loans Arena 20.562                   | 55–22                                        |
| 78                                           | 4 aprile                                     | Boston Celtics                               | V 96–78                                      | DeMar DeRozan (16)                           | Delon Wright (9)                             | Kyle Lowry (5)                               | Air Canada Centre 19.963                     | 56–22                                        |
| 79                                           | 6 aprile                                     | Indiana Pacers                               | V 92–73                                      | Serge Ibaka (25)                             | Jonas Valančiūnas (12)                       | Kyle Lowry (9)                               | Air Canada Centre 19.924                     | 57–22                                        |
| 80                                           | 8 aprile                                     | Orlando Magic                                | V 112–101                                    | C.J. Miles (22)                              | Pascal Siakam (9)                            | Kyle Lowry (7)                               | Air Canada Centre 19.948                     | 58–22                                        |
| 81                                           | 9 aprile                                     | @ Detroit Pistons                            | V 108–98                                     | Jonas Valančiūnas (25)                       | Jonas Valančiūnas (9)                        | Kyle Lowry (9)                               | Little Caesars Arena 17.529                  | 59–22                                        |
| 82                                           | 11 aprile                                    | @ Miami Heat                                 | S 109–116 (OT)                               | Kyle Lowry (28)                              | Jakob Pöltl (12)                             | Kyle Lowry (9)                               | American Airlines Arena 19.600               | 59–23                                        |

### Playoff

#### Primo turno

##### (1) Toronto Raptors – (8) Washington Wizards
| Playoffs 2018                                | Playoffs 2018                                | Playoffs 2018                                | Playoffs 2018                                | Playoffs 2018                                | Playoffs 2018                                | Playoffs 2018                                | Playoffs 2018                                | Playoffs 2018                                |
| Primo turno: 4–2 (Casa: 3–0; Trasferta: 1–2) | Primo turno: 4–2 (Casa: 3–0; Trasferta: 1–2) | Primo turno: 4–2 (Casa: 3–0; Trasferta: 1–2) | Primo turno: 4–2 (Casa: 3–0; Trasferta: 1–2) | Primo turno: 4–2 (Casa: 3–0; Trasferta: 1–2) | Primo turno: 4–2 (Casa: 3–0; Trasferta: 1–2) | Primo turno: 4–2 (Casa: 3–0; Trasferta: 1–2) | Primo turno: 4–2 (Casa: 3–0; Trasferta: 1–2) | Primo turno: 4–2 (Casa: 3–0; Trasferta: 1–2) |
| Partita                                      | Data                                         | Avversario                                   | Punteggio                                    | Più punti                                    | Più rimbalzi                                 | Più assist                                   | Spettatori                                   | Serie                                        |
| -------------------------------------------- | -------------------------------------------- | -------------------------------------------- | -------------------------------------------- | -------------------------------------------- | -------------------------------------------- | -------------------------------------------- | -------------------------------------------- | -------------------------------------------- |
| 1                                            | 14 aprile                                    | Wash. Wizards                                | V 114–106                                    | Serge Ibaka (23)                             | Serge Ibaka (12)                             | Kyle Lowry (9)                               | Air Canada Centre 19.937                     | 1–0                                          |
| 2                                            | 17 aprile                                    | Wash. Wizards                                | V 130–119                                    | DeMar DeRozan (37)                           | Jonas Valančiūnas (14)                       | Kyle Lowry (12)                              | Air Canada Centre 20.242                     | 2–0                                          |
| 3                                            | 20 aprile                                    | @ Wash. Wizards                              | S 103–122                                    | DeMar DeRozan (23)                           | Serge Ibaka (6)                              | Kyle Lowry (8)                               | Capital One Arena 20.356                     | 2–1                                          |
| 4                                            | 22 aprile                                    | @ Wash. Wizards                              | S 98–106                                     | DeMar DeRozan (35)                           | Serge Ibaka (10)                             | DeMar DeRozan (6)                            | Capital One Arena 20.356                     | 2–2                                          |
| 5                                            | 25 aprile                                    | Wash. Wizards                                | V 108–98                                     | DeMar DeRozan (32)                           | Jonas Valančiūnas (13)                       | Kyle Lowry (10)                              | Air Canada Centre 19.987                     | 3–2                                          |
| 6                                            | 27 aprile                                    | @ Wash. Wizards                              | V 102–92                                     | Kyle Lowry (24)                              | Jonas Valančiūnas (12)                       | Kyle Lowry (6)                               | Capital One Arena 20.356                     | 4–2                                          |

#### Semifinali di conference

##### (1) Toronto Raptors – (4) Cleveland Cavaliers
| Playoffs 2018                                             | Playoffs 2018                                             | Playoffs 2018                                             | Playoffs 2018                                             | Playoffs 2018                                             | Playoffs 2018                                             | Playoffs 2018                                             | Playoffs 2018                                             | Playoffs 2018                                             |
| Semifinali di conference: 0–4 (Casa: 0–2; Trasferta: 0–2) | Semifinali di conference: 0–4 (Casa: 0–2; Trasferta: 0–2) | Semifinali di conference: 0–4 (Casa: 0–2; Trasferta: 0–2) | Semifinali di conference: 0–4 (Casa: 0–2; Trasferta: 0–2) | Semifinali di conference: 0–4 (Casa: 0–2; Trasferta: 0–2) | Semifinali di conference: 0–4 (Casa: 0–2; Trasferta: 0–2) | Semifinali di conference: 0–4 (Casa: 0–2; Trasferta: 0–2) | Semifinali di conference: 0–4 (Casa: 0–2; Trasferta: 0–2) | Semifinali di conference: 0–4 (Casa: 0–2; Trasferta: 0–2) |
| Partita                                                   | Data                                                      | Avversario                                                | Punteggio                                                 | Più punti                                                 | Più rimbalzi                                              | Più assist                                                | Spettatori                                                | Serie                                                     |
| --------------------------------------------------------- | --------------------------------------------------------- | --------------------------------------------------------- | --------------------------------------------------------- | --------------------------------------------------------- | --------------------------------------------------------- | --------------------------------------------------------- | --------------------------------------------------------- | --------------------------------------------------------- |
| 1                                                         | 1 maggio                                                  | Cleveland Cavaliers                                       | S 112–113 (OT)                                            | DeMar DeRozan (22)                                        | Jonas Valančiūnas (21)                                    | Kyle Lowry (10)                                           | Air Canada Centre 19.954                                  | 0–1                                                       |
| 2                                                         | 3 maggio                                                  | Cleveland Cavaliers                                       | S 110–128                                                 | DeMar DeRozan (24)                                        | Jonas Valančiūnas (12)                                    | Kyle Lowry (8)                                            | Air Canada Centre 20.127                                  | 0–2                                                       |
| 3                                                         | 5 maggio                                                  | @ Cleveland Cavaliers                                     | S 103–105                                                 | Kyle Lowry (27)                                           | Jonas Valančiūnas (11)                                    | Kyle Lowry (7)                                            | Quicken Loans Arena 20.562                                | 0–3                                                       |
| 4                                                         | 7 maggio                                                  | @ Cleveland Cavaliers                                     | S 93–128                                                  | Jonas Valančiūnas (18)                                    | DeRozan, Valančiūnas (5)                                  | Kyle Lowry (10)                                           | Quicken Loans Arena 20.562                                | 0–4                                                       |

## Mercato

### Free Agency

#### Prolungamenti contrattuali
| Giocatore   | Contratto                       |
| ----------- | ------------------------------- |
| Kyle Lowry  | 3 anni – 100 milioni di dollari |
| Serge Ibaka | 3 anni – 65 milioni di dollari  |

#### Acquisti
| Giocatore        | Contratto                       | Provenienza      |
| ---------------- | ------------------------------- | ---------------- |
| Alfonzo McKinnie | 2 anni – 2,2 milioni di dollari | Windy City Bulls |
| Malcolm Miller   | Contratto Two-way               | Alba Berlino     |
| Lorenzo Brown    | Contratto Two-way               | G. Rapids Drive  |
| K.J. McDaniels   | 1 anno – 1,5 milioni di dollari | Brooklyn Nets    |

#### Cessioni
| Giocatore         | Motivo     | Nuova squadra    |
| ----------------- | ---------- | ---------------- |
| P. J. Tucker      | Free agent | Houston Rockets  |
| Patrick Patterson | Free agent | Oklahoma Thunder |

### Scambi
| 25 maggio 2017 | Toronto RaptorsScelta 2º giro Draft 2018                 | Orlando MagicJeff Weltman (Presidente Basketball Operations)                     |
| 8 luglio 2017  | Toronto RaptorsJustin Hamilton                           | Brooklyn NetsDeMarre Carroll Scelta 1º giro Draft 2018 Scelta 2º giro Draft 2018 |
| 14 luglio 2017 | Toronto RaptorsDraft rights per Emir Preldžič C.J. Miles | Indiana PacersCory Joseph                                                        |

## Premi individuali
| Assegnato a   | Premio                                            | Data premio      | Ref.   |
| ------------- | ------------------------------------------------- | ---------------- | ------ |
| DeMar DeRozan | Giocatore della settimana Eastern Conference      | 20 novembre 2017 | [ 9 ]  |
| DeMar DeRozan | Giocatore della settimana Eastern Conference      | 26 dicembre 2017 | [ 10 ] |
| Dwane Casey   | Allenatore del mese Eastern Conference (Dicembre) | 3 gennaio 2018   | [ 11 ] |
| DeMar DeRozan | Giocatore della settimana Eastern Conference      | 8 gennaio 2018   | [ 12 ] |
| DeMar DeRozan | Giocatore del mese Eastern Conference (Gennaio)   | 1 febbraio 2018  | [ 13 ] |
| DeMar DeRozan | Giocatore della settimana Eastern Conference      | 5 marzo 2018     | [ 14 ] |
| DeMar DeRozan | Giocatore della settimana Eastern Conference      | 12 marzo 2018    | [ 15 ] |